# Archidiecezja Cagayan de Oro
Archidiecezja Cagayan de Oro (łac. Archidiœcesis Cagayana) – diecezja rzymskokatolicka na Filipinach. Powstała w 1933 z terenu diecezji Zamboanga jako diecezja. W 1951 podniesiona do rangi archidiecezji.

## Główne świątynie
- Archikatedra: Archikatedra św. Augustyna w Cagayan de Oro

## Lista biskupów
| Arcybiskup | Arcybiskup          | Okres posługi |
| ---------- | ------------------- | ------------- |
| 1.         | James Hayes         | 1933-1970     |
| 2.         | Patrick Cronin      | 1971-1988     |
| 3.         | Jesus Balaso Tuquib | 1988-2006     |
| 4.         | Antonio Ledesma     | 2006-2020     |
| 5.         | José Cabantan       | od 2020       |